# 绿道

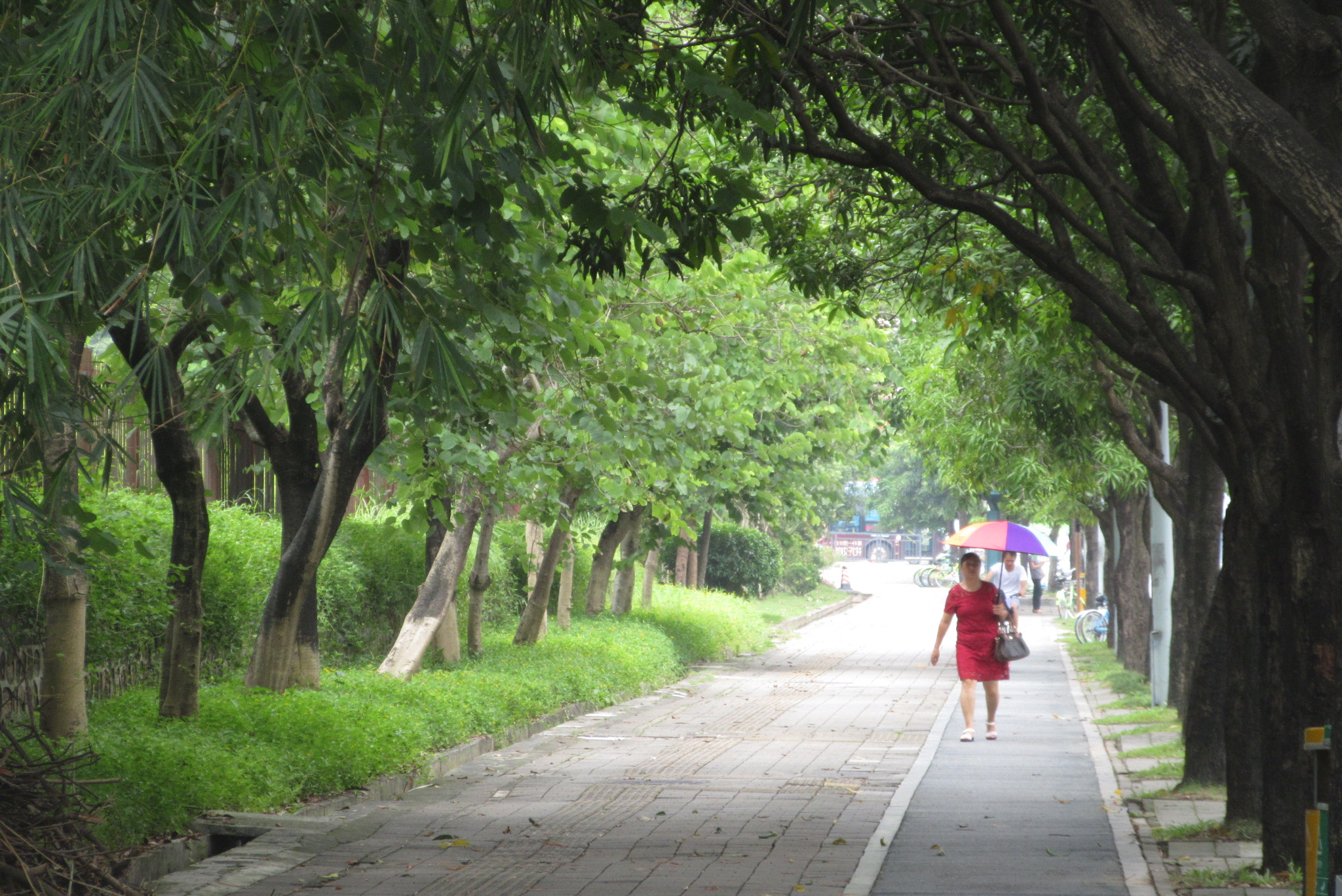
深圳绿道

绿道（Greenway），最广义而言指的是与人为开发的景观相交叉的一种自然走廊。
欧洲绿道协会（The European Greenways Association），将其定义为“绿道是一条独立的专供非机动交通使用的道路，它的发展目标包括整合各种设施、提升环境价值和生活质量。绿道需具备舒适的道路宽度、坡度以及道路表面，以满足包括残疾人在内的大部分人可正常使用。”（里尔宣言，2000年9月）。
纽约城市自行车总体规划（The New York City Bicycle Master Plan）认为，绿道通常被定义为一种供非机动车使用的多功能道路，它主要沿着自然或人造的线性空间布置，如铁路、高速公路、河流走廊、滨水空间、公园以及必要的城市街道。

## 資料來源
1. ↑  .   [2014-05-29]. （原始内容存档于2021-04-11）.
2. ↑   (PDF). （原始内容 (PDF)存档于2007-02-27）.